# كنيسة سان لويجي دي فرانثيس
كنيسة سان لويجي دي فرانثيس (بالإيطالية: )‏ هي إحدى كنائس روما في إيطاليا. تقع في ميدانًا يحمل الاسم ذاته، وعلى مقربة من ميدان نافونا. صمم الكنيسة المعماري الإيطالي جياكومو ديلا بورتا وقام بتشييدها المعماري دومينيكو فونتانا فيما بين عامي 1518 و1589. وتُعد الكنيسة الوطنية للأمة الفرنسية في روما.

## معرض صور

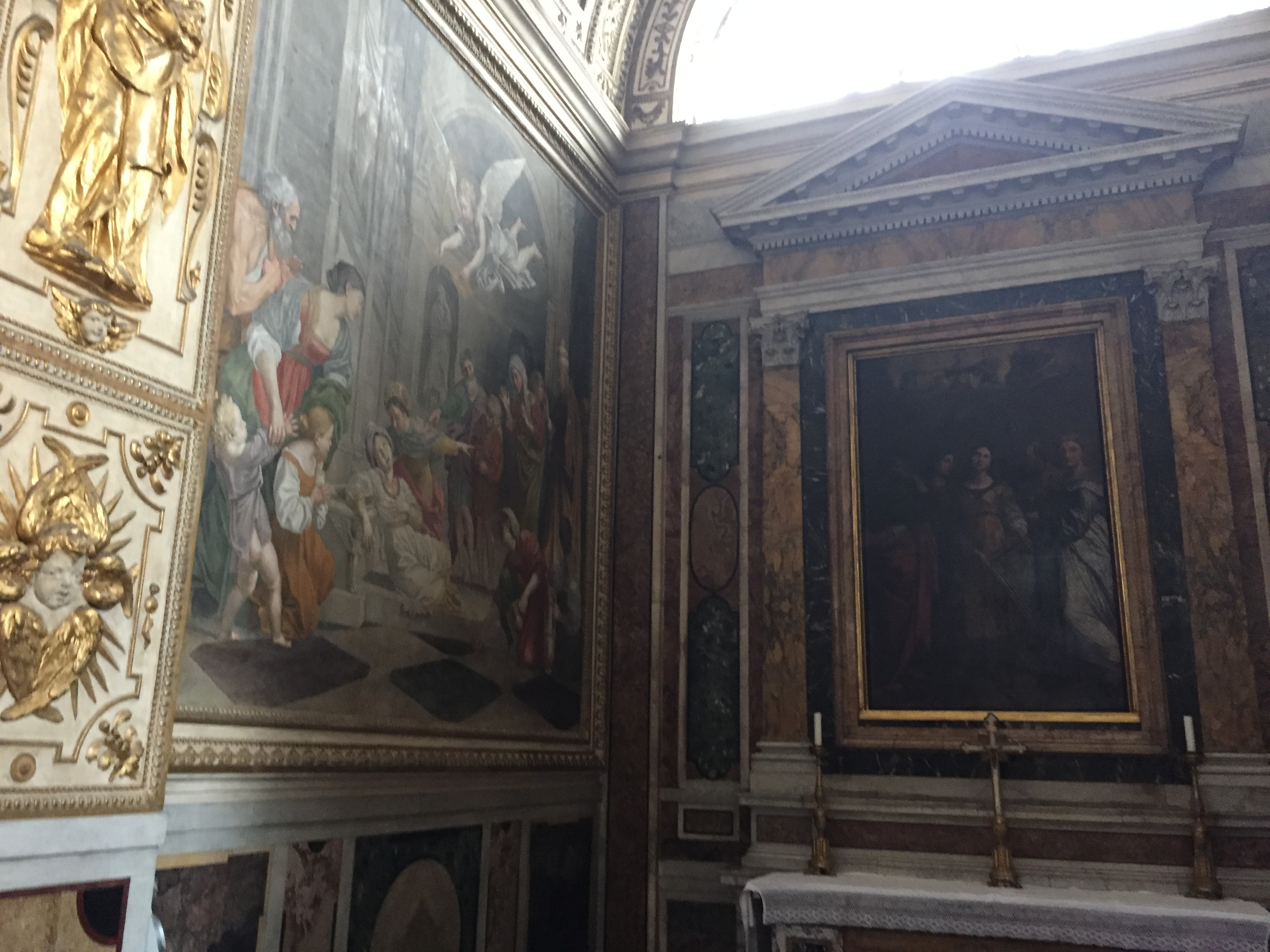
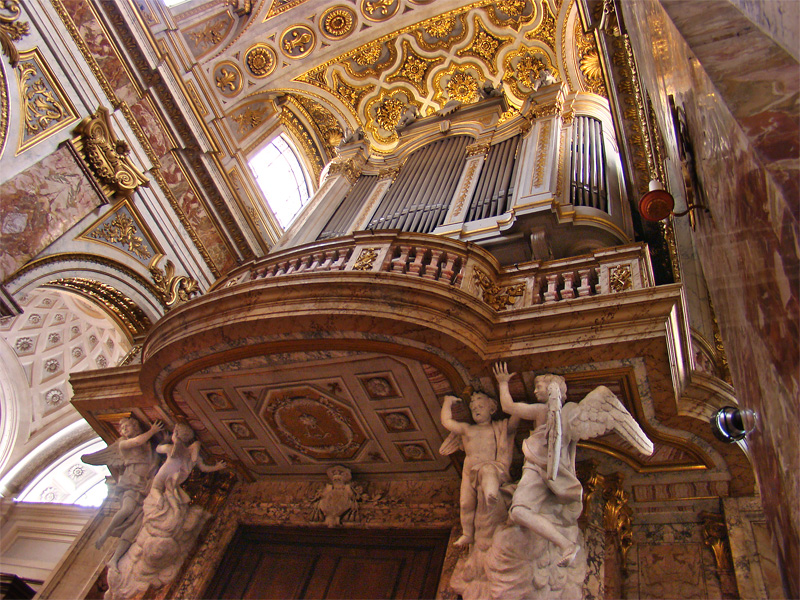
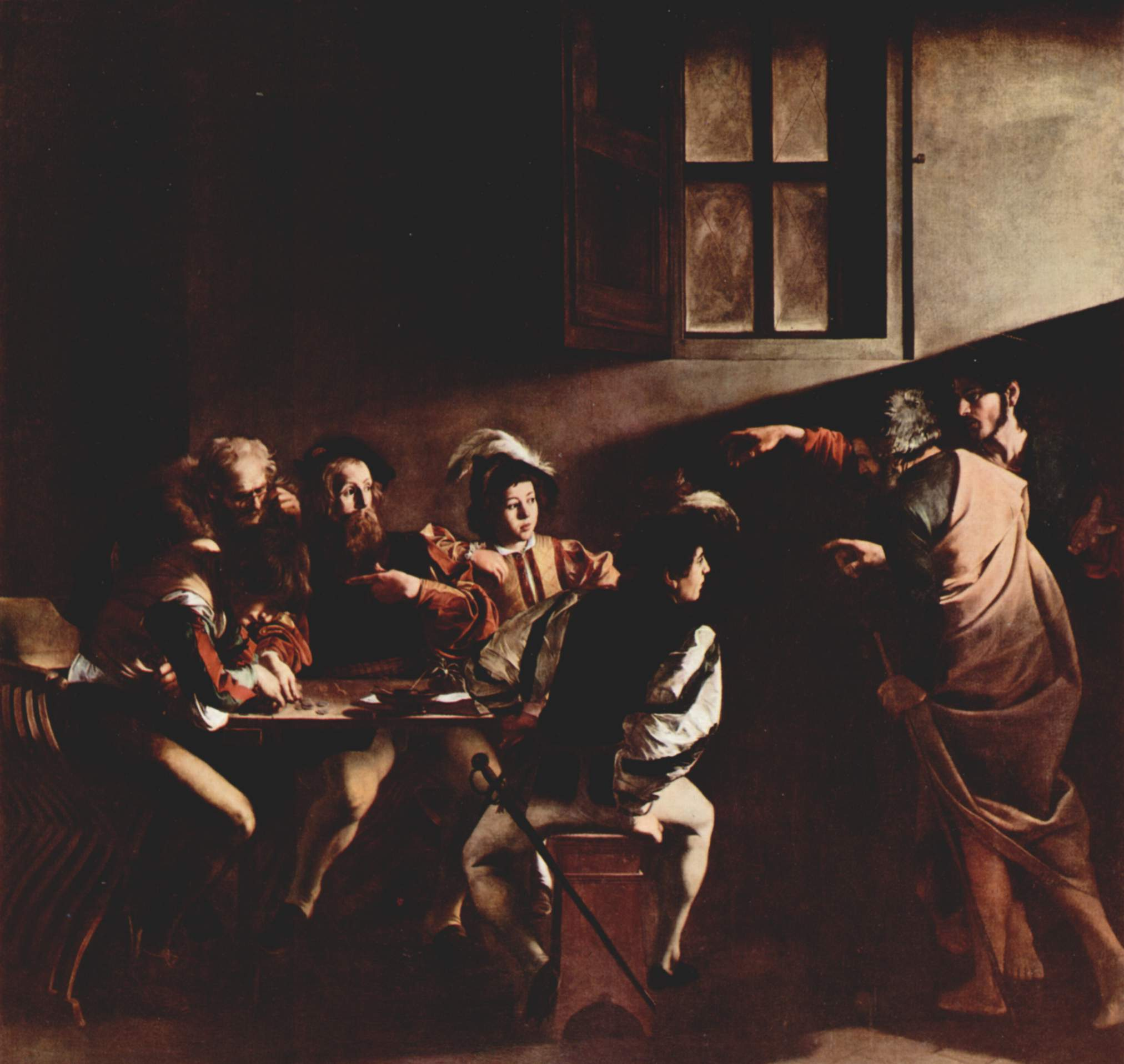
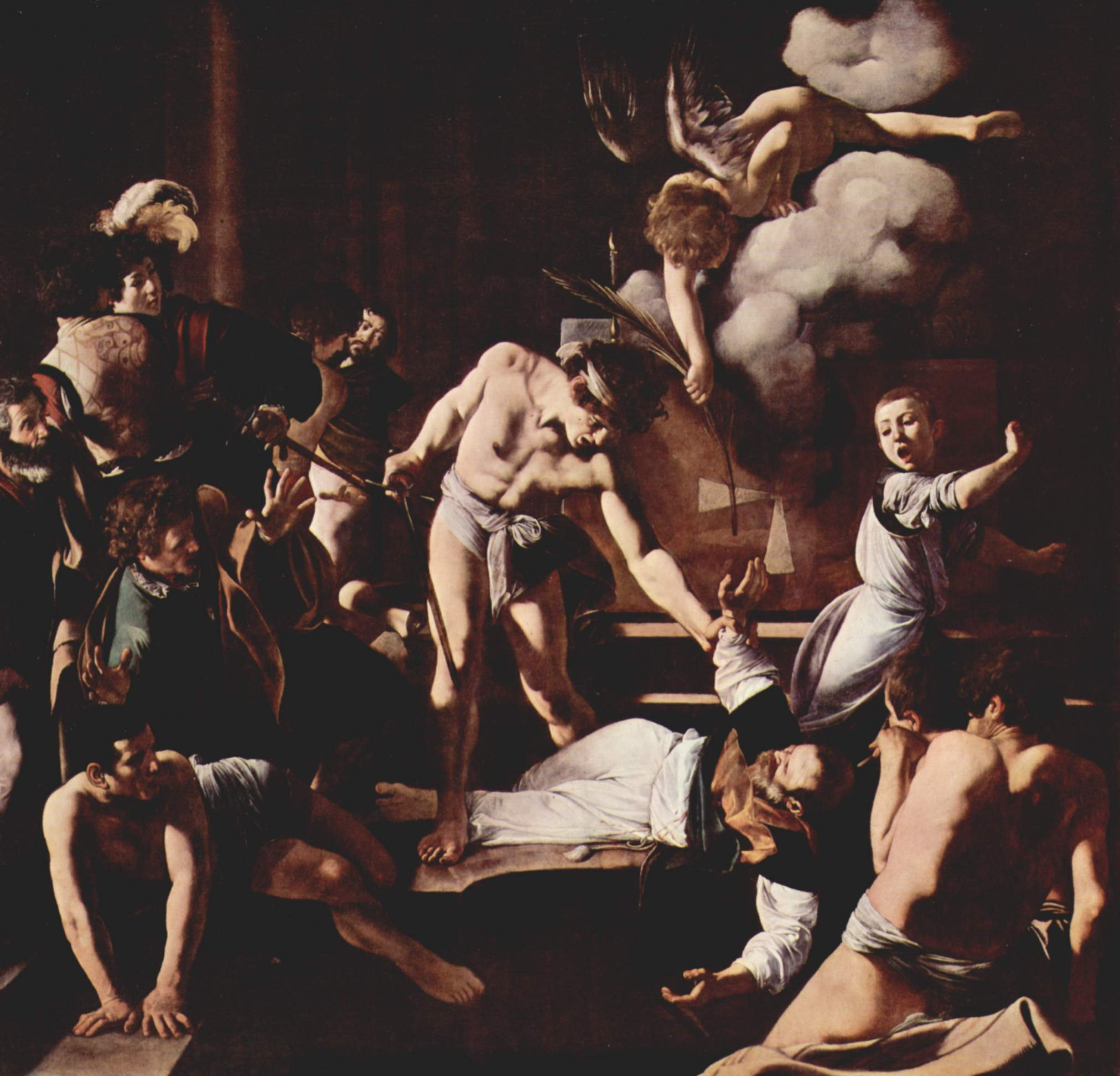
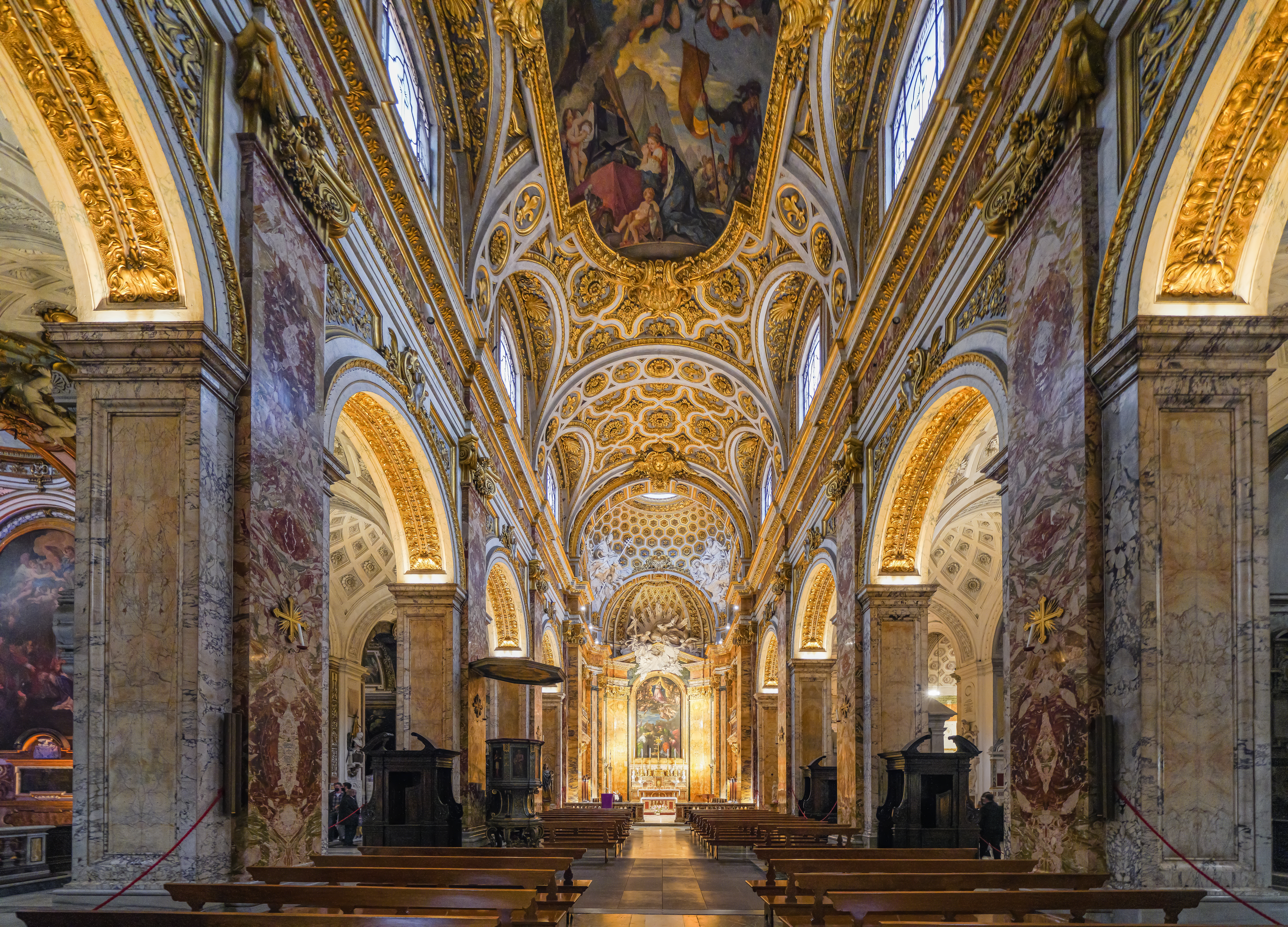